# Глуз, Михаил Семёнович
Михаил Семёнович Глуз (19 сентября 1951, Онор, Кировский район, Сахалинская область — 8 июля 2021, Москва, Россия) — советский и российский композитор, дирижёр, общественный деятель, народный артист Российской Федерации (1996).
Основатель и генеральный директор Международного культурного центра им. С. Михоэлса и Московского международного фестиваля искусств им. С. Михоэлса , председатель общественного совета Международного фонда поддержки культуры «Единство». Первый президент Федерации еврейских общин России (1999—2005). Член Союза композиторов России и Союза театральных деятелей России.

## Биография
Родился 19 сентября 1951 года в селе Онор Сахалинской области, в семье участника Великой Отечественной войны, военного врача-хирурга, майора медицинской службы Семёна Львовича Глуза (1921—1976), уроженца Ялтушкова (Барский район Винницкой области), и музыкального педагога и концертмейстера, заслуженной артистки России Иветты Моисеевны Болотиной (1930—2021). В 1965 году переехал в Москву.
С 1966 по 1970 год учился в Московском музыкальном училище имени Ипполитова-Иванова на дирижёрско-хоровом отделении; с 1970 по 1975 год — в Российской академии музыки им. Гнесиных (класс композиции профессора Г. И. Литинского).
Музыкальная карьера Михаила Глуза началась ещё в студенческие годы, в 1971 году он стал руководителем вокального ансамбля дома культуры газеты «Правда».
С 1977 по 1989 год работал главным дирижёром, а затем художественным руководителем Камерного еврейского музыкального театра.
Создатель и генеральный директор Международного культурного центра им. С. Михоэлса (1989). Создатель и генеральный директор Московского международного фестиваля искусств им. С. Михоэлса (1998) , который проходит ежегодно под патронажем президента Российской Федерации и мэра Москвы. Председатель попечительского совета Международного благотворительного фонда поддержки отечественной культуры «Единство» (2001). В 1999 году был избран президентом Федерации еврейских общин России.
Руководитель более 90 международных и российских культурных программ, фестивалей и проектов, осуществленных на крупнейших сценических площадках страны и мира.
М. С. Глуз как композитор и общественный деятель представлял Россию в США, Канаде, Австралии, ЮАР, Израиле, Франции, Италии, Великобритании, Голландии, Бельгии и других странах на международных симпозиумах и конкурсах.
За значительный вклад в многонациональную культуру России, укрепление межнациональных и международных связей награждён государственными наградами (Орденом Почёта в 2002 году, Орденом «За заслуги перед Отечеством» IV степени в 2007 году). Имеет Почётную грамоту Президента РФ, международные премии и дипломы. Кавалер Золотого почётного знака «Общественное признание».
Сторонник партии «Единая Россия».
Умер 8 июля 2021 года в Москве. Похоронен на Востряковском (Южном) иудейском кладбище.

## Музыкальное творчество

### Композитор
- Мюзиклы: «Танго жизни», «Шалом-Шагал», «Ломир алэ инэйнем!» («Давайте все вместе!», КЕМТ), «Путешествие в тайну» (Театр иллюзии), «Каштанка» и «Слон» (Московский театр Кукол), «Принц и нищий» (МХАТ)
- Рок-опера: «Суламифь-Forever!» Театр Эстрады
- Оперы: «Тевье из Анатевки» (КЕМТ), «А голдэне хасэне» («Золотая свадьба», КЕМТ)
- Балеты: «Последняя роль» (КЕМТ), «Сон с продолжением» (ЦДТ)
- Музыка к спектаклям: «Поминальная молитва» (театр ЛЕНКОМ), «Тевье-Тевель» (Театр им. Ивана Франко), «Последний Расстрел» (ГЦКЗ «Россия») и др.
- Музыка к кинофильмам: «Мы едем в Америку», «Чёрная суббота», «Голубое и зелёное», «Этот неповторимый Шагал», «Хочу тебе сказать» и др.

### Песни
- Посвящённые Великой Отечественной войне: «Молитва» (ст. А. Хайта), «Уходит гетто в облака» (ст. А. Хайта и А. Левенбука), «Моя Земля» (ст. Ю. Каменецкого), «По-русски умирают васильки» (ст. О. Левицкого), «Да будет Мир» (ст. Вэлвл Чернин), «Что же такое мы» (ст. Р. Рождественского) и др.
- «Чёртова дюжина», «Одиночество вдвоём», «Слава!» (ст. И. Горюновой), «Влюблённость» (ст. Менахема Голана) и др.

## Продюсерская деятельность
- Московские международные фестивали искусств им. С. Михоэлса, 1998-2010 гг. , ,
- Всероссийский общественно-культурный марафон «Мы снова вместе!», 2001 г.
- Всероссийский общественно-культурный марафон «Москва за нами!», 2001 г.
- Международный антитеррористический общественно-культурный марафон «Да будет мир!», май 2003 — январь 2004 г. (Москва — ГЦКЗ «Россия»; Санкт-Петербург, Государственный театр «Мюзик Холл»; Тель-Авив, Израильская государственная опера; Нью-Йорк — Карнеги-холл; посольства стран «Большой семёрки» в Москве).
- Международный Марафон Победы, 2005 г.
- Всероссийский общественно-культурный марафон «Берегите Россию!», 2006—2008 гг.
- Международный антитеррористический музыкально-театральный проект «Рок-опера „Суламифь-Forever!“», 2009—2011 гг.
- Международный проект «Культура без границ» под патронажем ЮНЕСКО, 2012—2017 гг.
- Международный Марафон Победы (при поддержке Фонда Президентских грантов), 2018-2019 г.
- Международный фестиваль искусств «Шолом Алейхем GALA», 2019—2021 гг.

## Награды
- 1984 — Почётное звание «Заслуженный деятель искусств РСФСР» (27 августа 1984 года) — за заслуги в области советского музыкального искусства[13]
- 1996 — Почётное звание «Народный артист Российской Федерации» (30 августа 1996 года) — за большие заслуги в области искусства[14]
- 1997 — Медаль «В память 850-летия Москвы»
- 2002 — Орден Почёта (4 октября 2002 года) — за многолетнюю плодотворную деятельность в области культуры и искусства, большой вклад в укрепление дружбы и сотрудничества между народами[15]
- 2002 — Медаль «За укрепление боевого содружества», приказ министра обороны РФ № 921 от 19 декабря 2002 года
- 2003 — Золотой Почётный знак «Общественное признание»
- 2003 — Высшая награда городского совета Нью-Йорка — «Хрустальное яблоко». Впервые этой наградой были удостоены российские деятели искусств
- 2005 — Премия правительства Москвы в области литературы и искусства (4 августа 2005 года) — за просветительско-патриотическую деятельность (создание и ежегодное проведение Московских международных фестивалей искусств, посвящённых Победе над фашизмом)[16]
- 2007 — Орден «За заслуги перед Отечеством» IV степени (14 февраля 2007 года) — за большой вклад в развитие многонациональной отечественной культуры и многолетнюю плодотворную деятельность[17]
- 2013 — Медаль ЮНЕСКО «Five Continents» за выдающийся вклад в международное культурное сотрудничество[18]
- 2014 — Нагрудный знак Министерства иностранных дел Российской Федерации «За взаимодействие» за вклад в популяризацию русской культуры и укрепление гуманитарных связей с зарубежными странами (10 сентября 2014 года)[19]
- 2016 — Премия «Скрипач на крыше» в номинации «Музыка» — за большой вклад в еврейскую музыкальную культуру[20]
- 2016 — Почётная грамота Президента Российской Федерации (3 февраля 2016 года) — за заслуги в развитии культуры, средств массовой информации и многолетнюю плодотворную работу[21].